# صناعة الخزف بالمغرب
الخزف بالمغرب هو صناعة تقليدية وحرفة يدوية عتيقة اشتهر بها المغرب وطورها كتراث مغربي لا مادي، ويعرف الأشخاص اللذين يمارسوسن هذه الحرفة بالفخارين، والمكان الذي يمارسون فيه حرفتهم بسوق الفخارين. اشتهر المغرب عبر التاريخ بصناعة الخزف المزجج بفضل توفره على تربة طينية مناسبة للتشكيل والتدوير.

## التاريخ

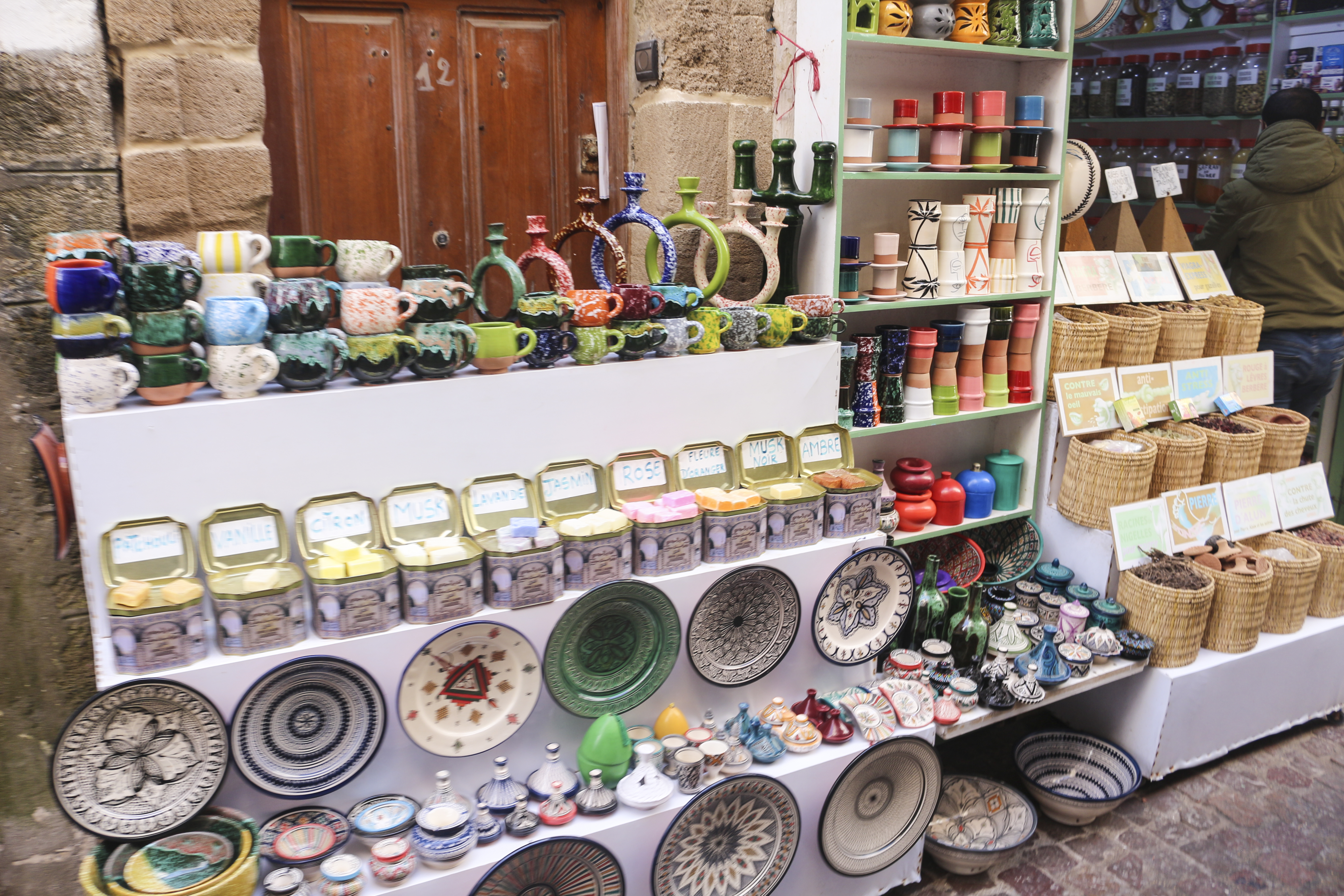
منتجات خزفية مغربية يمدينة الصويرة.

يعود تاريخ تطور صناعة الخزف في المغرب إلى حوالي 700 سنة، وهناك من يعيد تاريخ الخزف في المغرب إلى الفينقيين الذين استقروا بالمدن الساحلية للمغرب مثل آسفي.

## الصناعة

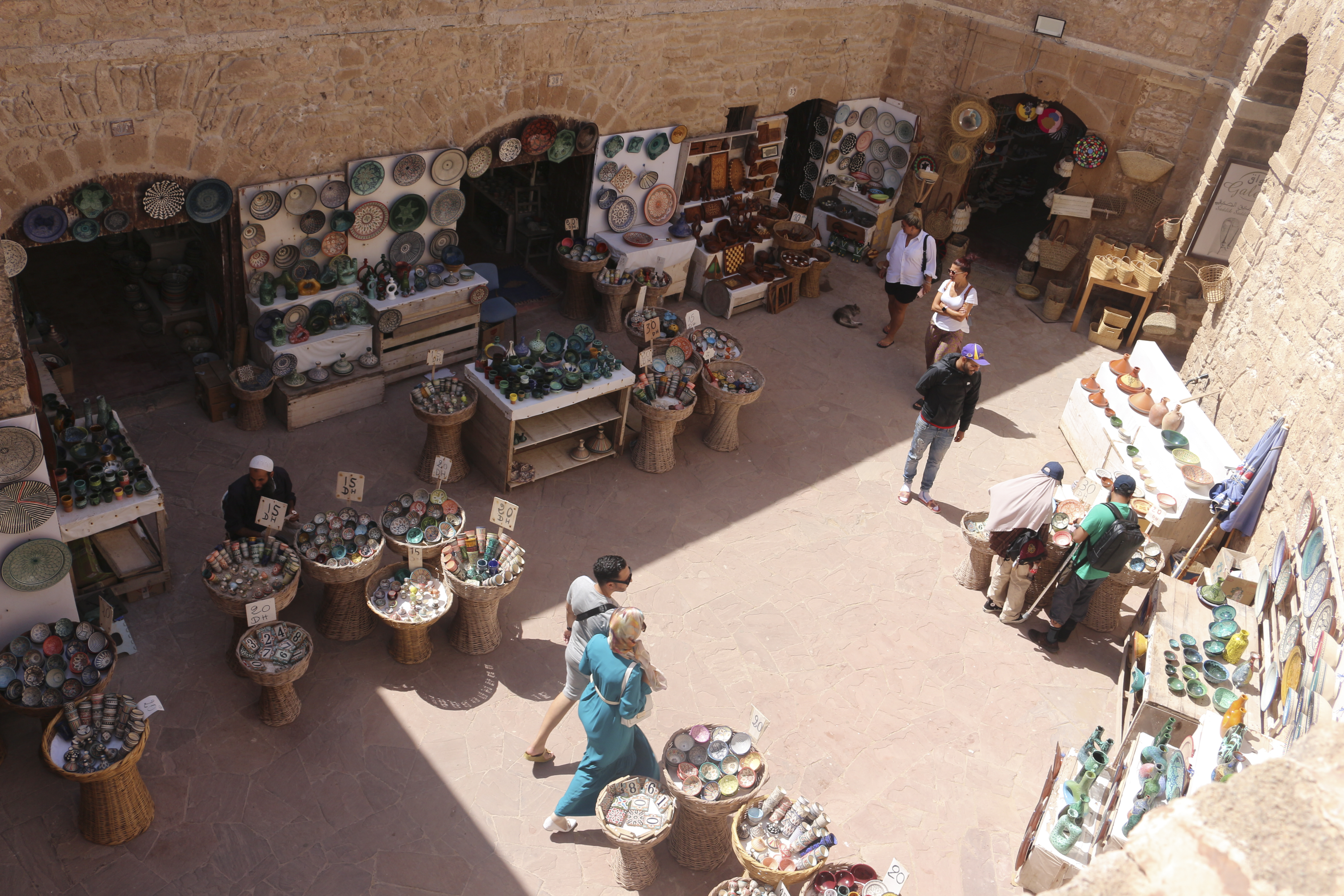
سوق الخزف بمدينة الصويرة

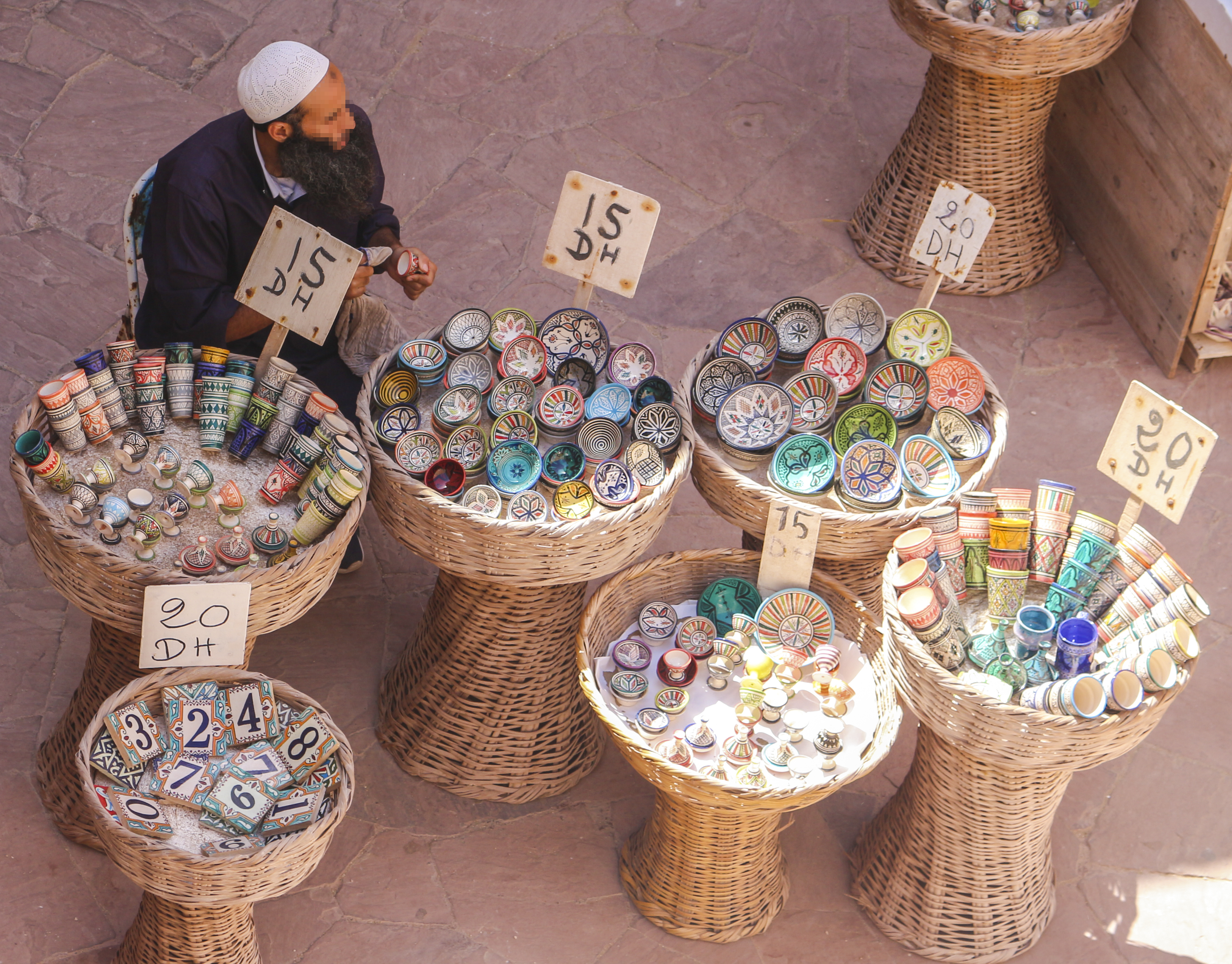
بائع منتجات خزفية بمدينة الصويرة

يتم جمع الطين وسحقه وتنقيته من الشوائب ثم يخلط بالماء ويعجن وتصنع منه أشكال متعددة مثل الأواني والديكورات، ثم يتم تجفيفه تحت أشعة الشمس، وبعدها يدخل الفرن تحت درجة حرارة مرتفعة ليأخذ الشكل المحدد، ثم يتم طلائه زخرفته وإعادته إلى الفرن. يطلق على صانع الخزف في المدن المغربية لقب "المعلم" ويحظى بمكانة اجتماعية متميزة، ويتعلم على يده اليافعون. 

## الأنواع
الخزف القروي
يعتمد هذا النوع على تقنيات بسيطة ويترك باللون البني، أو تضاف له زخارف وألوان محدودة، وعادة ما تختلف أشكاله وألوانه حسب القبائل، كما ما تساهم النساء المغربيات القرويات في صناعة هذا النوع من الخزف من أجل توفير الأواني الازمة للحياة اليومية. 
الخزف الحضري
الخزف في المدينة يتميز بتنوع في أشكاله وتقنياته ودقته ومهارة زخارفه وألوانه، وهو موجه للتسويق عادة، وأغلب منتجاته عبارة عن أواني وديكورات منزلية.

## الخزف المغربي حسب المدن

### آسفي
تعتبر آسفي أشهر مدينة مغربية بصناعة الفخار، ومن الأشهر على المستوى العالمي، وتمارس هذه الحرفة بمدينة آسفي بوادي الشعبة. 

### سلا
تعتبر سلا من أشهر المدن المغربية بصناعة الخزف، وتتم ممارسة هذه الصناعة بمنطقة الولجة بمدينة سلا باستعمال مادة أولية محلية. 

### فاس
اشتهرت مدينة فاس بصناعة الخزف، حيث يوجد بمدينة فاس سوق الفخارين المختص في هذه الصناعة، وقد وصف الرحالة الألماني غيهارت غولف في منتصف القرن التاسع عشر هذا السوق قائلا: «“من الأعمال التي تزدهر بها فاس بصفة خاصة حتى اليوم أذكر غير ذلك صناعة الفخار. صحون كبيرة، شمعدانات صغيرة ومصابيح، ومثلها من الأواني المنزلية التي تصنع بشكل جميل من الطين بنوعية الخزف. حسب أسلوب صناعتنا الخزفية الألمانية القديمة فهي ملونة برسومات زرقاء دكنة ومزججة”».

### مراكش
تنتج مراكش حصة مهمة من منتجات الخزف المغربي، وتعتبر الطنجية من أهم الأواني التي تختص بصناعتها هذه المدينة.

### تطوان
يعرف الطين المستعمل في صناعة الخزف بمدينة تطوان بالقرزاس، ولونه أصفر يميل إلى الحمرة، وهو غني بالكلس والألومين وأوكسيد الحديد، ومن أشهر المناط بصناعة الفخار بإقليم تطوان منطقة واد لاو وبني سعيد، وتعتبر صناعة الفخار بهذه المناطق اختصاصا للنساء. 